# Pauline Markham
Pour les articles homonymes, voir Markham (homonymie).
Pauline Markham, née Margaret Hall ou Hale, en mai 1847 à Londres au Royaume-Uni, est une danseuse anglo-américaine, une actrice et une artiste lyrique contralto, active sur les scènes de vaudeville et du burlesque, au cours des dernières décennies du XIXe siècle. Elle commence sa carrière par des rôles mineurs à Manchester, fait ses débuts à Londres, à 20 ans, et un an plus tard à New York, où pendant quelques années, elle a un succès phénoménal avant que sa carrière ne se stabilise. Le critique Richard Grant White (en) a décrit le chant de Pauline Markham comme « du velours vocal » et ses bras « comme les bras perdus de la Vénus de Milo ». Elle a étudié le chant avec Manuel García à la Royal Academy of Music à Londres.

## Débuts
Pauline Markham commence sa carrière d'actrice à un âge précoce; jouant au Princess Theatre, à Manchester. Elle fait rapidement ses débuts à Londres, le 15 novembre 1867, au Queen's Theatre, dans la pièce d'Alfred Wigan (en), The First Night , dans le rôle de Rose,.
Elle apparait, à nouveau au Queen's Theatre, à la fin du mois de juin 1868, dans une autre pièce de Wigan, Time and the Hour, dont un critique de Londres déclare : « Ce n'est nullement bon et en aucun cas mauvais ».

## British Blondes

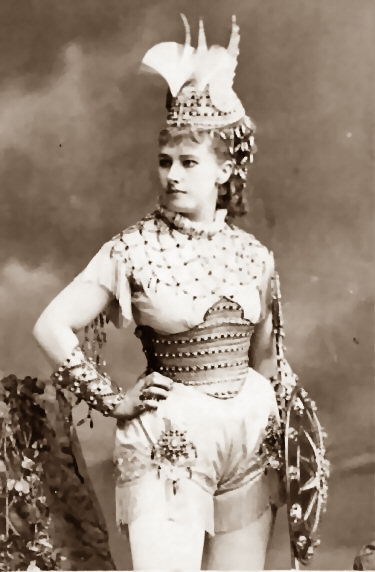
Pauline Markham vers 1870.

Plus tard, en 1868, elle accompagne Lydia Thompson à New York, en tant que membre de la troupe British Blondes, inaugurant le 28 septembre, le Wood's Museum à Broadway, dans le spectacle burlesque Ixion, or the Man at the Wheel. Dans la pièce, elle joue le rôle de la déesse Vénus, séduite par le roi Ixion. Le spectacle est joué à 102 reprises en spectacle de matinée et de soirée, pour s'achever le 26 décembre 1868.
Le mois de février suivant, Pauline Markham commence une longue série de représentations, au Niblo's Garden (en) à New York, dans la pièce burlesque Forty Thieves, l'adaptation de Thompson, d'Ali Baba et les Quarante Voleurs. À l'Union Square Theatre, alors Grand Theatre Tammany, en août 1869, elle joue le rôle principal de Florizel dans The Queen of Hearts, ou Harlequin; the Knave of Hearts, that Stole the Tarts, and the Old Woman Who Lived in the Shoe, en français : Harlequin, le valet des cœurs, qui a volé les tartes, et la vieille femme qui habitait dans une chaussure, une production qu'au moins un critique du New York Herald considère comme « idiote tout comme son titre ».
En octobre 1869, la presse rapporte que les investissements de Pauline Markham lui ont rapporté une fortune à Wall Street. Au cours de cette période, elle gagne jusqu'à 150 $ par semaine, à un moment où un acteur expérimenté pouvait espérer gagner 50 $ par semaine,.
Le 28 octobre 1870, elle est gravement blessée dans un accident de transport à New York, sur la rue Harlem, au point qu'au moins un journal signale sa mort,.
Onze jours plus tôt, elle avait démarré avec Thompson, au Wood's Theatre dans un opéra burlesque de William Vincent Wallace, Lurline (en). Après un bref rétablissement, elle fait le choix de rejoindre la troupe de la reprise de The Black Crook en jouant le rôle qui sera son rôle de prédilection.

## The Black Crook

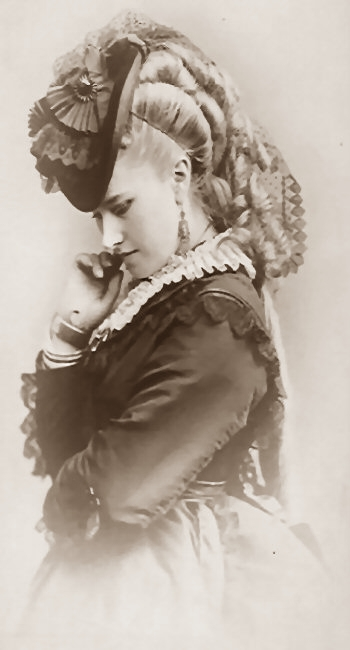
Pauline Markham vers 1870.

The Black Crook, est une comédie musicale, à propos d'un Anglais qui découvre ses origines nobles. Elle est produite pour la première fois en Amérique au Niblo's Theatre, en 1866, avec une série de représentations de plus de 300 spectacles. La reprise, dans laquelle joue Pauline Markham, fait l'objet de 122 spectacles à New York et dans le tout le pays. Il n'était pas rare qu'elle recoive, après une performance, des bouquets de fleurs ornés de bijoux, de la part de ses admirateurs masculins,. Pauline Markham est ainsi identifiée par son rôle de Stalacta, la reine des fées, pour lequel, certains chroniqueurs lui attribuent, à tort, le rôle initial, de 1866.
The Black Crook, qui présente des actrices dans des collants de soie colorés, a été crédité depuis 1866, ce que James Lauren Ford appelait « la grande ère du spectacle de jambe ». En 1870, une critique de ces spectacles par Wilbur F. Storey (en), rédacteur en chef du Chicago Times (en), conduit à l'incident suivant :

« La troupe de British Blondes de Lydia Thompson jouait au McVicker's Theatre. C'était le premier spectacle dit de jambe, présenté à Chicago. M. Storey avait entendu les rumeurs sur l'indécence présumée de la représentation et envoie un de ses journalistes pour voir le spectacle et en donner ses impressions. M. Storey a également écrit quelques lignes pour la page éditoriale, publiée dans le Times du 24 février 1870.
   Ce soir-là, à cinq heures, alors que M. Storey est en route vers son bureau, il est retenu dans l'avenue Wabash et Peck Court par Mlle Thompson, Mlle Markham et M. Henderson, responsable des British Blondes. L'éditeur marchait la tête basse, comme à son habitude, il est soudainement confronté au trio. Mme Thompson tire une courte cravache qui était cachée dans les plis de sa jupe et commence à faire pleuvoir les coups sur la tête et les épaules de M. Storey. Ignorant la cause de l'agression, M. Storey continue de crier : "Que voulez-vous dire ? Que voulez-vous dire ?". Il leve les mains pour éviter les coups et, à ce moment-là, mademoiselle Markham arrache la cravache des mains de Miss Thompson. Elle rosse également l'éditeur jusqu'à ce que les piétons viennent à sa rescousse
. »

Le trio est arrêté et plaide coupable, plus tard, pour l'agression : Pauline Markham reçoit une amende de 150 $ et pour Lydia Thompson et Henderson, 200 $ chacun.
En 1872, Pauline Markham joue au Wood's Museum avec Belle Howitt dans les productions burlesques Who Cried for the Rain, Le Petit Chaperon rouge, Les Trois Mousquetaires et d'autres, dont plusieurs spectacles qu'elle avait précédemment interprétés avec les British Blondes de Thompson. L'année suivante, elle fait une tournée, avec sa propre entreprise dans un spectacle burlesque féerique inspiré du film The Golden Butterfly (en). À l'automne, elle revient au Niblo's Garden pour rejouer son rôle dans The Black Crook.

## Randolph M. McMahon

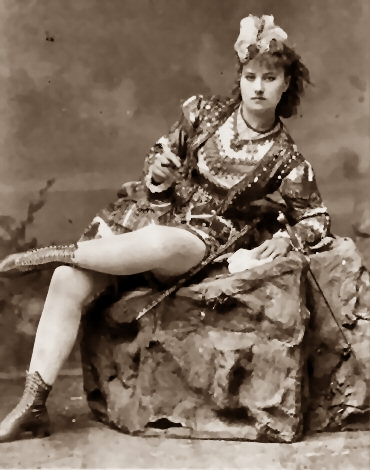
Pauline Markham vers 1870.

À la fin du mois de novembre 1873, Pauline Markham s'enfuit avec Randolph M. McMahon, un ancien officier de la guerre de Sécession. Quelques jours auparavant, elle n'est pas venue au spectacle de la soirée, pour The Black Crook au Niblo's Theatre. On apprend plus tard que le couple avait fui la ville pour éviter les détectives à la recherche de McMahon en raison d'une facture d'hôtel extravagante non honorée. Pauline Markham dit plus tard de McMahon qu'il était abusif et contrôlait tout au point qu'il ne permettait que vingt-cinq cents de dépense pour les repas. Selon les comptes-rendus sporadiques, ils restent ensemble pendant au moins cinq ans et McMahon devient son manager,,.
En mai 1874, Pauline Markham déclare chanter pour des cercles privés à La Nouvelle-Orléans et à l'été 1875, à Londres, au Haymarket Theatre, en soutien à Charles Wyndham (en), dans une pièce intitulée Brighton. Elle joue dans Dancing Dolls, un spectacle de variétés au théâtre du Globe, en août 1876, avant de retourner aux États-Unis l'année suivante, pour partir en tournée avec la Compagnie Burlesque d'Adah Richmond. À l'automne, elle apparaît sur scène à Boston au Howard's Athenaeum, en tant que Fanny Vanderbilt dans The Charity Ball et plus tard dans une adaptation de Robin des Bois,,,,,.
En février 1878, la presse relie Pauline Markham à un scandale impliquant un ancien gouverneur de la Caroline du Sud et l'émission d'obligations frauduleuses. Elle nie toute implication dans le système ou déclare qu'elle ne connait aucun des hommes cités dans les journaux en tant que membres du cercle de la Caroline du Sud, déclarant qu'ils ne sont pas le genre de personnes auxquelles elle se permet de s'associer.
L'année suivante, la compagnie de Markham part en tournée dans l'Ouest, en présentant H.M.S. Pinafore.

## Randolph Murray

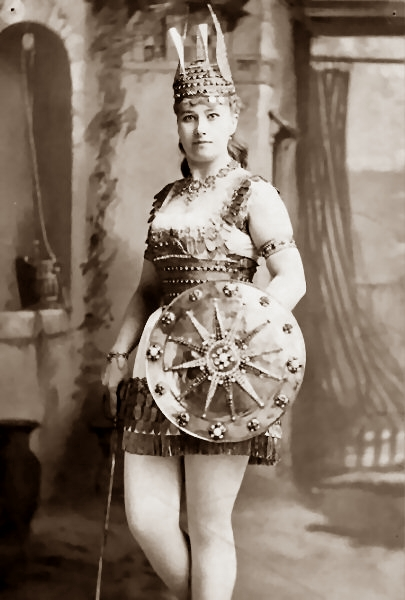
Pauline Markham vers 1870

Pauline Markham se marie, en 1883, avec Randolph Murray, un militaire de l'armée britannique, devenu acteur-manager. Un scandale nait peu de temps après, lorsque la presse découvre que Murray était toujours marié, depuis 1880, lorsqu'il se marie avec Pauline Markham. Il prétend qu'il était ivre à l'époque et que son épouse l'avait quitté une semaine plus tard. Sa carrière d'acteur en Amérique commence au début des années 1870, à la Cleveland Academy of Music. Markham et Murray se produisent ensemble dans un certain nombre de spectacles pendant leur mariage. Ils divorcent en 1891, pour cause d'infidélité,,.

## Les années suivantes
Au cours des dix premières années de sa carrière, Markham aurait gagné 250 000 $ et reçu environ 100 000 $ en cadeaux. Sa carrière finale atteint des hauts et des bas avec une série de spectacles qui s'effondrent au milieu de la tournée et un incident impliquant un manager de tournée qui disparait avec l'argent de la troupe. Après son deuxième mariage, elle glisse dans la pauvreté, les journaux parlant d'elle en tant que femme de ménage ou dans des seconds rôles sous un faux nom. Si ces récits sont exacts, sa pauvreté, résulte en partie d'une fracture de la jambe qu'elle a subie en 1892, après avoir traversé une porte de cave laissée ouverte, le long d'un tronçon de trottoir à Louisville (Kentucky). Cinq ans plus tard, à l'occasion d'un procès pour négligence, elle est dédommagée de 5 000 $ de la municipalité de Louisville. En 1897, Markham tente un retour dans le vaudeville, qui semble avoir pris fin l'année suivante,,.

## Adelard Gravel et les années finales
En 1900, elle est mariée à Adelard Gravel, un artiste et imprimeur franco-canadien basé à Manhattan, que la presse qualifie de « modérément prospère ». À la fin de 1905, Markham aurait frôlé la mort en raison d'une pneumonie, mais la presse précise qu'il s'agit d'une sérieuse rougeole. Elle a vécu avec son mari pendant encore quatorze ans, et meurt à New York, à l'âge de 71 ans,,.

## Source de la traduction
- (en) Cet article est partiellement ou en totalité issu de l’article de Wikipédia en anglais intitulé « Pauline Markham » (voir la liste des auteurs).